# Tiro com arco nos Jogos Olímpicos de Verão de 2008 - Qualificação
O número total de atletas nesse esporte é de 128, sendo 64 homens e 64 mulheres. Cada Comitê Olímpico Nacional pode inscrever seis atletas, três de cada sexo. Os países que conseguirem classificar três atletas no mesmo gênero automaticamente se classificam para a competição por equipes. Os atletas não se classificam diretamente para os jogos Olímpicos, eles ganham a vaga para o Comitê Olímpico de seu respectivo país, que então decide para qual atleta deve ser dada a vaga.

## Individual
| CON                 | Masculino | Feminino | Total | Competidores anunciados                                         | Competidores anunciados                                   |
| CON                 | Masculino | Feminino | Total | Masculino                                                       | Feminino                                                  |
| ------------------- | --------- | -------- | ----- | --------------------------------------------------------------- | --------------------------------------------------------- |
| AUS Austrália       | 3         | 2        | 5     | Sky Kim Matthew Gray Michael Naray                              | Lexie Feeney Jane Walker                                  |
| BLR Bielorrússia    | 1         | 1        | 2     |                                                                 |                                                           |
| BHU Butão           | 1         | 1        | 2     | Tashi Peljor                                                    | Dorji Dema                                                |
| BRA Brasil          | 1         |          | 1     | Luiz Trainini                                                   |                                                           |
| BUL Bulgária        | 1         |          | 1     |                                                                 |                                                           |
| CAN Canadá          | 3         | 1        | 4     | Jay Lyon Crispin Duenas John-David Burnes                       |                                                           |
| CHN China           | 3         | 3        | 6     | Xue Haifeng Jiang Lin Li Wenquan                                | Zhang Juanjuan Chen Ling Guo Dan                          |
| TPE Taipé Chinês    | 3         | 3        | 6     | Kuo Cheng Wei Wang Cheng Pang Chen Szu-Yuan                     | Yuan Shu Chi Wu Hui Ju Wei Pi-Hsiu                        |
| COL Colômbia        |           | 3        | 3     |                                                                 | Sigrid Romero Ana Rendon Natalia Sanchez                  |
| CUB Cuba            | 1         |          | 1     | Juan Carlos Stevens                                             |                                                           |
| CYP Chipre          |           | 1        | 1     |                                                                 | Elena Mousikou                                            |
| CZE República Checa | 1         | 1        | 2     | Martin Bulir                                                    | Barbora Horackova                                         |
| DEN Dinamarca       | 1         | 1        | 2     | Niels Dall                                                      | Louise Laursen                                            |
| EGY Egito           | 1         | 1        | 2     | Maged Youssef                                                   | Soha Abed Elaal                                           |
| FIN Finlândia       | 1         |          | 1     |                                                                 |                                                           |
| FRA França          | 2         | 3        | 5     | Romain Girouille Jean-Charles Valladont                         | Virginie Arnold Sophie Dodemont Berengere Schuh           |
| GEO Geórgia         |           | 2        | 2     |                                                                 | Khatuna Narimanidze Kristina Esebua                       |
| GER Alemanha        | 1         | 1        | 2     | Jens Pieper                                                     | Anja Hitzler                                              |
| GBR Grã-Bretanha    | 3         | 3        | 6     | Laurence Godfrey Simon Terry Alan Wills                         | Alison Williamson Charlotte Burgess Naomi Folkard         |
| GRE Grécia          |           | 2        | 2     |                                                                 | Elpida Romantzi Evangelia Psarra                          |
| IND Índia           | 1         | 3        | 4     | Mangal Singh Champia                                            | Laishram Bombaya Devi Dola Banerjee Pranitha Vardineni    |
| INA Indonésia       |           | 2        | 2     |                                                                 | Ika Yuliana Rochmawati Rina Dewi Puspitasari              |
| IRI Irã             | 1         | 1        | 2     | Hojjatollah Vaezi                                               | Najmeh Abtin                                              |
| IRQ Iraque          | 1         |          | 1     | Ali Adnan                                                       |                                                           |
| ITA Itália          | 3         | 3        | 6     | Ilario Di Buò Marco Galiazzo Michele Frangilli                  | Elena Tonetta Pia Carmen Lionetti Natalia Valeeva         |
| JPN Japão           | 2         | 3        | 5     | Takaharu Furukawa Ryuichi Moriya                                | Nami Hayakawa Yuki Hayashi Sayoko Kitabatake              |
| KAZ Cazaquistão     |           | 1        | 1     |                                                                 | Anastassiya Bannova                                       |
| MAS Malásia         | 3         |          | 3     | Cheng Chu Sian Khalmizam Wan Abd Aziz Muhammad Marbawi Sulaiman |                                                           |
| MRI Maurício        |           | 1        | 1     |                                                                 | Veronique D'Unienville                                    |
| MEX México          | 2         | 2        | 4     | Juan Rene Serrano Luis Eduardo Velez Sanchez                    | Mariana Avitia Aida Roman                                 |
| MAR Marrocos        |           | 1        | 1     |                                                                 | Khadija Abbouda                                           |
| MYA Mianmar         | 1         |          | 1     | Nay Myo Aung                                                    |                                                           |
| PRK Coreia do Norte |           | 2        | 2     |                                                                 | Kwon Un Sil Son Hye Yong                                  |
| PHI Filipinas       | 1         |          | 1     | Mark Javier                                                     |                                                           |
| POL Polônia         | 3         | 3        | 6     | Rafal Dobrowolski Piotr Piatek Jacek Proc                       | Malgorzata Cwienczek Iwona Marcinkiewicz Justyna Mospinek |
| POR Portugal        | 1         |          | 1     | Nuno Pombo                                                      |                                                           |
| ROU Romênia         | 1         |          | 1     | Alexandru Bodnar                                                |                                                           |
| RUS Rússia          | 3         | 2        | 5     | Andrey Abramov Bair Badenov Baljininima Tsyrempilov             | Natalia Erdyniyeva Miroslava Dagbaeva                     |
| SAM Samoa           | 1         |          | 1     | Muaausa Joseph Walter                                           |                                                           |
| RSA África do Sul   | 1         |          | 1     | Calvin Hartley                                                  |                                                           |
| KOR Coreia do Sul   | 3         | 3        | 6     | Im Dong-Hyun Lee Chang-Hwan Park Kyung-Mo                       | Joo Hyun-Jung Park Sung-Hyun Yun Ok-Hee                   |
| ESP Espanha         | 1         |          | 1     | Daniel Morillo                                                  |                                                           |
| SWE Suécia          | 1         |          | 1     | Magnus Petersson                                                |                                                           |
| SUI Suíça           |           | 1        | 1     |                                                                 | Nathalie Dielen                                           |
| TJK Tajiquistão     |           | 1        | 1     |                                                                 | Albina Kamaletdinova                                      |
| TUR Turquia         | 1         | 1        | 2     | Goktug Ergin                                                    | Zekiye Keskin Satir                                       |
| UKR Ucrânia         | 3         | 2        | 5     | Markiyan Ivashko Viktor Ruban Oleksandr Serdyuk                 | Tetiana Berezhna Viktoriya Koval                          |
| USA Estados Unidos  | 3         | 2        | 5     | Brady Ellison Butch Johnson Vic Wunderle                        | Jennifer Nichols Khatuna Lorig                            |
| VEN Venezuela       |           | 1        | 1     |                                                                 | Leydis Brito                                              |
| Total: 49 CONs      | 64        | 64       | 128   |                                                                 |                                                           |

## Equipes
| Comitê Olímpico Nacional | Masculino | Feminino |
| ------------------------ | --------- | -------- |
| China                    | PS        | PS       |
| Reino Unido              | CM        | CM       |
| Itália                   | CM        | CM       |
| Coreia do Sul            | CM        | CM       |
| Polónia                  | CM        | CM       |
| Taipé Chinesa            | CM        | CM       |
| Japão                    |           | C        |
| Ucrânia                  | CM        |          |
| Índia                    |           | CM       |
| Estados Unidos           | CM        |          |
| Canadá                   | CM        |          |
| Colômbia                 |           | CM       |
| França                   |           | CM       |
| Malásia                  | C         |          |
| Austrália                | C         |          |
| Rússia                   | C         |          |
| Total                    | 12        | 10       |

- PS: qualificado por ser país-sede
- CM: qualificado no campeonato mundial
- C: qualificado  no campeonato continental

A baixo uma lista com os eventos qualificatórios para as Olimpíadas:
31 de Dezembro de 2006, FITA publica o calendário e locais dos Torneio Pré-Olímpico Continentais.
5 de Julho de 2007, início do período de classificação.
5 de Julho - 15 de Julho de 2007, realização do "Campeonato Mundial de Tiro com Arco", em Leipzig, Alemanha.
14 de Setembro - 19 de Setembro de 2007, Campeonato Asiático, Xian, China.
9 de Outubro - 13 de Outubro de 2007, Torneio Pré-Olímpico Pan-americano, San Salvador, El Salvador.
3 de Janeiro - 7 de Janeiro de 2008, Campeonato da Oceania, Wellington, Nova Zelândia.
7 de Janeiro - 10 de Janeiro de 2008, Campeonato Africano, Cairo, Egito.
12 de Maio - 19 de Maio de 2008, Campeonato Europeu, Vittel, França.
23 de Junho de 2008 - 29 de Junho de 2008, Torneio Pré-Olímpico Mundial, Boe, França.
16 de Julho de 2008, fim do periodo de classificação.
18 de Julho de 2008, FITA (Federação Internacional de Tiro com Arco) indica os países convidados.